# Ronde van Eritrea
De Ronde van Eritrea is een meerdaagse wielerwedstrijd die sinds 2001 jaarlijks wordt verreden in Eritrea. 
In 1946 werd reeds de eerste editie gehouden. Een jaar later kon de ronde niet doorgaan omwille van politieke redenen. In 2001 werd de ronde opnieuw georganiseerd, toen om tien jaar onafhankelijkheid te vieren. Sinds 2005 maakt de wedstrijd deel uit van de UCI Africa Tour, en sinds 2009 in de categorie 2.2. In 2014 en 2015 werd de wedstrijd niet verreden. 

## Podiumplaatsen
| Jaar         | Eerste                     | Tweede                     | Derde                   |
| ------------ | -------------------------- | -------------------------- | ----------------------- |
| 1946         | Nunzio Barilà              |                            |                         |
| 2001         | Habte Weldesimon           |                            |                         |
| 2002         | Michael Tekle              |                            |                         |
| 2003         | Habte Weldesimon           | Ephrem Tewelde             | Merhawi Yemane          |
| 2004         | Habte Weldesimon           |                            |                         |
| 2005         | Michael Tykue              | Michael Misghena           | Muse Tekleab            |
| 2006         | Michael Misghena           | Efrem Abrham               | Mogos Dawit             |
| 2007         | Merhawi Gebrehiwet         | Dawit Haile                | Michael Tykue           |
| 2008         | Merhawi Gebrehiwet         | Dawit Haile                | Ferekalsi Debessay      |
| 2009         | Bereket Abebe              | Daniel Teklehaimanot       | Khsay Melake            |
| 2010         | Natnael Berhane            | Michael Tykue              | Mehreteab Tedros        |
| 2011         | Meran Russan               | Tesfay Abrhaha Habtemariam | Jani Tewolde Weldegaber |
| 2012         | Jacques Janse Van Rensburg | Fregalsi Abrha             | Azzedine Lagab          |
| 2013         | Mekseb Debesay             | Merhawi Kudus              | Meron Amanuel           |
| 2014 en 2015 | Niet verreden              | Niet verreden              | Niet verreden           |
| 2016         | Merhawi Goitom             | Tesfay Mihreteab           | Adhanom Zemekael        |
| 2017         | Zemenfes Solomon           | Jean Claude Uwizeye        | Amanuel Tsegay          |

### Meervoudige winnaars
| Overwinningen | Renner             | Land    | Jaren            |
| ------------- | ------------------ | ------- | ---------------- |
| 3             | Habte Weldesimon   | Eritrea | 2001, 2003, 2004 |
| 2             | Merhawi Gebrehiwet | Eritrea | 2007, 2008       |

### Overwinningen per land
| Overwinningen | Land                 |
| ------------- | -------------------- |
| 14            | Eritrea              |
| 1             | Italië , Zuid-Afrika |